# 장유진 (성우)
장유진(張有鎭, 1945년 1월 1일~)은 대한민국의 성우이다. 1964년 TBC에 입사했으며, 언론통폐합으로 현재는 KBS 7기로 분류된다. 한국방송 성우극회 소속.

## 주요 출연작품

### 애니메이션
- 원탁의 기사 (KBS)
- 꼬마기사 랑랑 (KBS)
- 우주소년 짱가 (KBS) - 하나
- 피노키오의 모험 (KBS)
- 바다의 소년 트리톤 (KBS) - 트리톤
- 우주삼총사 (KBS)
- 정의의 소년 캐산 (KBS)
- 아깨비의 과학여행 (KBS) - 딩기
- 인어공주 나나 (KBS) - 나나
- 무지개요정 통통 (KBS) - 보보
- 개구쟁이 스머프 (KBS) - 똘똘이 / 재봉이
- 2020 우주의 원더키디 (KBS) - 예나
- 들장미 소녀 제니 (KBS) - 바트만 부인
- 집없는 소년 (KBS) - 마티아
- 요술천사 꽃분이 (MBC)
- 셰익스피어 명작만화 - 말괄량이 길들이기 (SBS) - 케이트
- 더그의 일기 (투니버스) - 더그
- 매일엄마 (투니버스) - 해설

### 영화

#### 전담배우
- 메릴 스트립
  - 디어 헌터 (KBS) - 린다
  - 마빈스 룸 (KBS) - 리
  - 매디슨 카운티의 다리 (KBS) - 프란체스카
  - 뮤직 오브 하트 (KBS) - 로버타
  - 비포 앤 애프터 (KBS) - 캐롤린
  - 영혼의 집 (KBS) - 클라라
  - 이브닝 (KBS) - 노년의 라일라
  - 크레이머 대 크레이머 (MBC, KBS) - 조안나
  - 프랑스 중위의 여자 (KBS) - 사라
  - 프레리 홈 컴패니언 (KBS) - 욜린다
  - 플렌티 (MBC) - 수전
  - 아웃 오브 아프리카 (MBC) - 카렌
  - 폴링 인 러브 (MBC) - 몰리
  - 홀로코스트 (KBS) - 잉가

- 오드리 헵번
  - 로마의 휴일 (88년 더빙판/KBS) - 앤 공주
  - 전쟁과 평화 (83년 더빙판/KBS) - 나타샤
  - 티파니에서 아침을 (81년 더빙판/KBS) - 홀리

- 카트린 드뇌브
  - 8명의 여인들 (KBS) - 가비
  - 사강의 요새 (KBS) - 루이즈
  - 어둠 속의 댄서 (KBS) - 캐시

- 아네트 베닝
  - 대통령의 연인 (KBS) - 시드니 웨이드
  - 벅시 (KBS) - 버지니아
  - 아메리칸 뷰티 (SBS) - 캐롤린
  - 인 드림스 (SBS) - 클레어
  - 화성침공 (SBS) - 바바라

- 잉그리드 버그먼
  - 누구를 위하여 종은 울리나 (TBC) - 마리아
  - 아나스타시아 (KBS) - 아나스타시아
  - 오리엔트 특급 살인 (97년 더빙판/KBS) - 그레타

#### 영화
- 고인돌 가족 플린스톤 (KBS) - 펄 슬랙후드 (엘리자베스 테일러)
- 공포의 비행 (KBS) - 로렐 (패트리샤 웨티그)
- 남과 여 (KBS) - 안느 (아누쿠 에메)
- 라스트 콘서트 [1982년 더빙판] (KBS) - 스텔라 (파멜라 빌로레시)
- 라붐 (KBS) - 엄마 (브리지트 포시)
- 레드 바이올린 (KBS)
- 로미오와 줄리엣 1968년작(MBC) - 줄리엣(올리비아 핫세)
- 록키 (KBS) - 애드리언 (탈리아 샤이어)
- 마틴을 위한 노래 (KBS) - 바바라(비베카 세달)
- 미션 (SBS) - 카를로타 (체리 런기)
- 바하마의 별 (KBS)
- 비치 (SBS) - 샘 (틸다 스윈턴)
- 셰인 (KBS) - 마리안 스타렛 (진 아서)
- 슈퍼맨 2 (KBS) - 우사 (사라 더글라스)
- 십계 (KBS) - 네페르티리 (앤 백스터)
- 아이 엠 러브(채널 A) - 로리(마리사 베렌슨)
- 아들은 해결사 (SBS) - 오드리 (웬디 크루슨)
- 아이 리멤버 에이프릴 (KBS) - 바바라 (팸 도버)
- 아트 오브 워 (SBS) - 훅스 (앤 아처)
- 야만인 코난 (KBS)
- 에어포트 (TBC)
- 에어포트 (KBS) - 신디 (데이너 윈터)
- 우정 (KBS) - 엘리자베스(매들린 캐롤)
- 우정있는 설복 (KBS) - 엘리자(도로시 맥과이어)
- 웨딩 크래셔 (KBS) - 캐서린 클리어리 (제인 시모어)
- 인비저블 서커스 (KBS) - 엄마(블라이드 대너)
- 지옥의 묵시록 (KBS) - 록샌 (오로 클레망)
- 천일의 앤 (KBS) - 앤 불린 (주느비에브 뷔졸드)
- 캐치 미 이프 유 캔 (SBS) - 폴라 애버그네일 (나탈리 베이)
- 코튼 클럽 (SBS) - 베라 (다이앤 레인)
- 택시 2 (KBS) - 베르티노 부인
- 토파즈 (KBS) - 니콜
- 필라델피아 (KBS) - 코니 (메리 스틴버건)
- 하몬드가의 비밀 (KBS)
- JFK (KBS) - 수지 콕스 (로리 멧커프)
- 007 골드핑거 (KBS) - 푸시 (호노 블래크먼)
- 12 몽키즈 (SBS) - 캐서린 레일리 (매들린 스토)
- 1984 (KBS) - 줄리아 (수잔나 해밀턴)

### 외화
- 개구장이 천재들 (KBS)
- 남과 북 (KBS) - 매들린 (레슬리 앤 다운)
- 전쟁과 추억 (KBS) - 나탈리 (제인 시모어)
- 탐정 스펜서 (KBS) - 수잔 (바바라 스톡)
- 닥터 퀸 (KBS) - 닥터 퀸 (제인 시모어)
- 사브리나 (KBS) - 젤다
- 아빠, 뭐하세요? (KBS) - 어린시절 막내
- 애증의 세월 신즈 (MBC) - 엘렌 (조앤 콜린스)
- 영웅 이아손과 아르고호의 모험 (KBS) - 폴리멜레
- 천사들의 합창 (KBS) - 호르케

### 방송 (TV(교양, 다큐멘터리), 라디오)
- 아라비안 나이트 (KBS) - 브두르 공주
- 명화의 고향 (MBC) - 내레이션
- 명작의 무대 (MBC) - 내레이션
- 가요산책 (KBS 제2FM) (DJ)
- KBS 무대 10년(내 친구, 이병수) (KBS 제2라디오)
- KBS 무대 10년(달의 바다) (KBS 제2라디오)
- KBS 무대 10년(외딴방) (KBS 제2라디오)
- KBS 무대 10년(캥거루 가족의 독립운동) (KBS 제2라디오)
- KBS 라디오 극장 10년(별 밝은 언덕) (KBS 라디오) - 윤혜란